# Zamiaceae

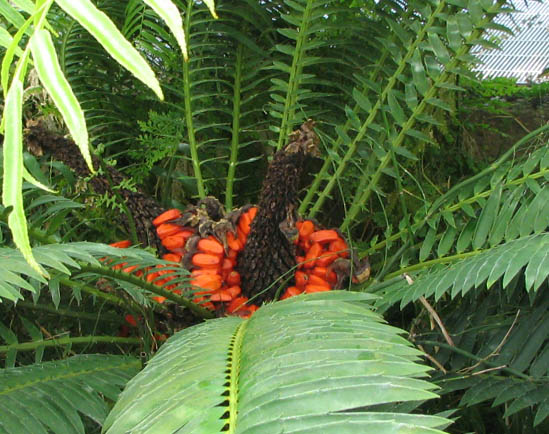
Encephalartos lebomboensis.

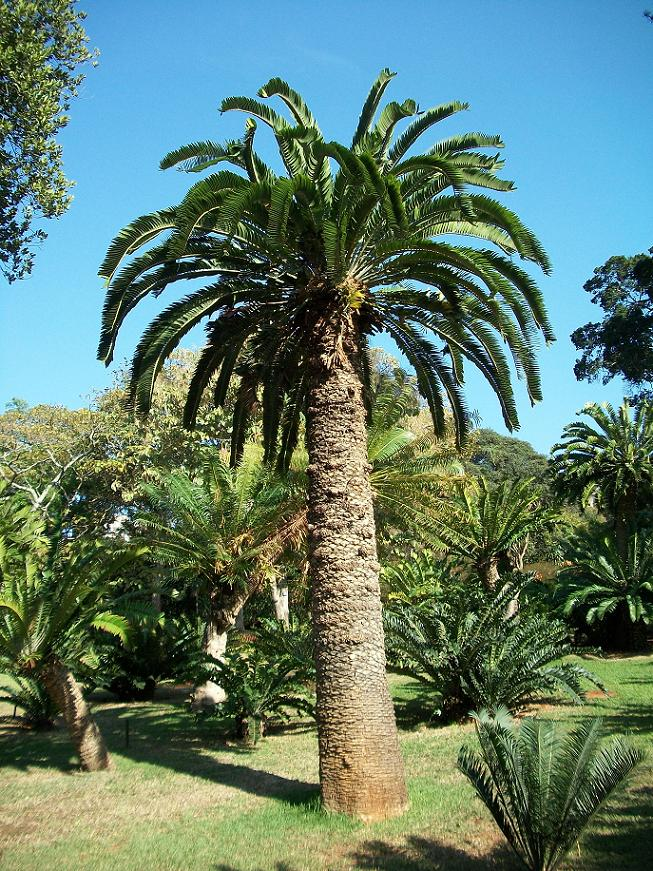
Encephalartos woodii.

Zamiaceae é uma família da ordem Cycadales da divisão Cycadophyta (cicadófitas) que agrupa 9 géneros extantes e cerca de 230 espécies de plantas conhecidas por cicas, superficialmente semelhantes a palmeiras ou fetos-arbóreos. A família tem distribuição natural nas regiões tropicais e subtropicais da África, Austrália e Américas. As cicadófitas originaram-se há 290 milhões de anos e correspondem a uma linhagem do grande grupo das acrogimnospermas (as Gimnospermae extantes).

## Descrição
As Zamiaceae são plantas vivazes, perenes e dioicas que se assemelham superficialmente a palmeiras, com talo aéreo cilíndrico, erecto, geralmente não ramificado, nu ou coberto por bases foliares persistentes (em géneros australianos), podendo atingir os 18 metros de altura.
Apresentam folhas compostas, pinadas simples, característica marcante que distingue as Cycadophyta de todas as demais acrogimnospermas, com aspecto coriáceo e disposição espiralada, intercaladas com catáfilos, persistentes, com espinhos ausentes ou presentes na base das folhas, estípulas ausentes e venação simples (exceto em Stangeria e Bowenia ), ao contrário de Cycadaceae que apresentam venação circinada. Os folíolos às vezes são divididos dicotomicamente. Os folíolos ocorrem com várias nervuras longitudinais subparalelas, ramificadas dicotomicamente, sem nervura intermediária. Estômatos ocorrem em ambas as superfícies ou apenas na superfície inferior.
As raízes, com pequenas raízes secundárias, podem ser de três tipos distintos baseados na sua função: (1) algumas espécies possuem raízes especializadas na proteção contra incêndios, denominadas raízes contráteis; (2) em algumas espécies estão presentes raízes coralóides, que se desenvolvem na base do caule ou abaixo da superfície do solo e que fazem simbiose com Cyanobacteria fixadoras de azoto e recebem esse nome devido à sua coloração avermelhada; e (3) raízes que têm apenas a função de sustentação, chamadas de raízes normais.
São plantas dioicas com esporófilos masculinos e femininos agregados espiraladamente em cones determinados que crescem ao longo do eixo caulinar. Os esporófilos são de dois tipos: os microsporófilos, estrutura masculina que produz micrósporos, e os megasporofilos, estrutura feminina altamente modificada, cada uma com dois óvulos, dentro dos quais serão produzidos megásporos. Ambas as estruturas estão agrupadas em estróbilos ou cones compactos. As sementes são tipicamente grandes e angulares, com o revestimento interno endurecido e externo carnudo e, muitas vezes, apresentam cor brilhante.
Os esporofilos femininos são simples, parecendo peltados, com um estipe estéril e uma lâmina expandida e espessa com 2 (raramente 3 ou mais) óvulos sésseis inseridos no interior (face do eixo) superfície e direcionado para dentro. As sementes são angulares, com o revestimento interno endurecido e o revestimento externo carnudo, geralmente colorido, com 2 cotilédones.
Uma subfamília, a Encephalartoideae, é caracterizada por esporófilos dispostos em espiral (em vez de espiral ortóstica), folíolos não articulados e bases foliares persistentes. Está representado na Austrália, com dois géneros e 40 espécies.
Como em todas as cicadófitas, os representantes de Zamiaceae produzem glicosídeos tóxicos, como as cicasinas. A reprodução das Zamiaceae é comum a todas as cicadófitas, com germinação do tipo radiospérmica (eixo de simetria radial). 
As Zamiaceae estão presentes nas regiões tropicais e subtropicais da África, Austrália, América do Norte e América do Sul.

## Taxonomia e filogenia
A família começou a se diversificar durante o período Cretáceo.
Zamiaceae é subdividida em nove géneros, contendo cerca de 230 espécies, são eles: Bowenia, Ceratozamia, Dioon, Encephalartos, Lepidozamia, Macrozamia, Microcycas, Stangeria e Zamia.
A análise das Cycadophyta com base nos resultados da aplicação das técnicas da filogenética molecular a sequências de DNA nuclear e DNA de plastídeos permitiu estabelecer a relação filogenética entre os géneros de Zamiaceae. Dessa análise filogenética do grupo demonstrou que antiga família Stangeriaceae (que continha os géneros Bowenia e Stangeria) era parafilética e estave anichada dentro de Zamiaceae, pelo que foi nela integrada. Com base nos dados filogenéticos disponíveis é possível estabelecer o seguinte cladograma:
|  | Macrozamia                                                    |
|  |                                                               |
|  | \| \| Lepidozamia \| \| \| \| \| \| Encephalartos \| \| \| \| |
|  |                                                               |
|  | Lepidozamia                                                   |
|  |                                                               |
|  | Encephalartos                                                 |
|  |                                                               |

|  | Lepidozamia   |
|  |               |
|  | Encephalartos |
|  |               |

|  | Ceratozamia |
|  |             |
|  | Stangeria   |
|  |             |

|  | Zamia      |
|  |            |
|  | Microcycas |
|  |            |

|  | Ceratozamia |
|  |             |
|  | Stangeria   |
|  |             |

|  | Zamia      |
|  |            |
|  | Microcycas |
|  |            |

|  | Ceratozamia |
|  |             |
|  | Stangeria   |
|  |             |

|  | Zamia      |
|  |            |
|  | Microcycas |
|  |            |

|  | Ceratozamia |
|  |             |
|  | Stangeria   |
|  |             |

|  | Zamia      |
|  |            |
|  | Microcycas |
|  |            |

|  | Macrozamia                                                    |
|  |                                                               |
|  | \| \| Lepidozamia \| \| \| \| \| \| Encephalartos \| \| \| \| |
|  |                                                               |
|  | Lepidozamia                                                   |
|  |                                                               |
|  | Encephalartos                                                 |
|  |                                                               |

|  | Lepidozamia   |
|  |               |
|  | Encephalartos |
|  |               |

|  | Ceratozamia |
|  |             |
|  | Stangeria   |
|  |             |

|  | Zamia      |
|  |            |
|  | Microcycas |
|  |            |

|  | Ceratozamia |
|  |             |
|  | Stangeria   |
|  |             |

|  | Zamia      |
|  |            |
|  | Microcycas |
|  |            |

|  | Ceratozamia |
|  |             |
|  | Stangeria   |
|  |             |

|  | Zamia      |
|  |            |
|  | Microcycas |
|  |            |

|  | Ceratozamia |
|  |             |
|  | Stangeria   |
|  |             |

|  | Zamia      |
|  |            |
|  | Microcycas |
|  |            |

|  | Macrozamia                                                    |
|  |                                                               |
|  | \| \| Lepidozamia \| \| \| \| \| \| Encephalartos \| \| \| \| |
|  |                                                               |
|  | Lepidozamia                                                   |
|  |                                                               |
|  | Encephalartos                                                 |
|  |                                                               |

|  | Lepidozamia   |
|  |               |
|  | Encephalartos |
|  |               |

|  | Ceratozamia |
|  |             |
|  | Stangeria   |
|  |             |

|  | Zamia      |
|  |            |
|  | Microcycas |
|  |            |

|  | Ceratozamia |
|  |             |
|  | Stangeria   |
|  |             |

|  | Zamia      |
|  |            |
|  | Microcycas |
|  |            |

|  | Ceratozamia |
|  |             |
|  | Stangeria   |
|  |             |

|  | Zamia      |
|  |            |
|  | Microcycas |
|  |            |

|  | Ceratozamia |
|  |             |
|  | Stangeria   |
|  |             |

|  | Zamia      |
|  |            |
|  | Microcycas |
|  |            |

|  | Macrozamia                                                    |
|  |                                                               |
|  | \| \| Lepidozamia \| \| \| \| \| \| Encephalartos \| \| \| \| |
|  |                                                               |
|  | Lepidozamia                                                   |
|  |                                                               |
|  | Encephalartos                                                 |
|  |                                                               |

|  | Lepidozamia   |
|  |               |
|  | Encephalartos |
|  |               |

|  | Ceratozamia |
|  |             |
|  | Stangeria   |
|  |             |

|  | Zamia      |
|  |            |
|  | Microcycas |
|  |            |

|  | Ceratozamia |
|  |             |
|  | Stangeria   |
|  |             |

|  | Zamia      |
|  |            |
|  | Microcycas |
|  |            |

|  | Ceratozamia |
|  |             |
|  | Stangeria   |
|  |             |

|  | Zamia      |
|  |            |
|  | Microcycas |
|  |            |

|  | Ceratozamia |
|  |             |
|  | Stangeria   |
|  |             |

|  | Zamia      |
|  |            |
|  | Microcycas |
|  |            |

## Géneros e espécies
A família Zamiaceae agrupa os seguintes géneros:
- Dioon Lindl. (14 espécies)
- Macrozamia Miq. (42 espécies)
- Lepidozamia Lehm. (2 espécies)
- Encephalartos Lehm. (66 espécies)
- Bowenia Hook. ex Hook.f. (2 espécies extantes)
- Ceratozamia Brongn. (27 espécies)
- Stangeria T.Moore (1 espécie)
- Zamia L.[8] (76 espécies)
- Microcycas (Miq.) A.DC. (1 espécie)
- †Eostangeria Barthel[9] (3 espécies do Cenozoico da Europa e América do Norte)
- †Eobowenia (1 espécie do Cretáceo Inferior da Argentina)[10]
- †Wintucycas (2 espécies, Cretáceo tardio e Paleoceno da Argentina)[11]
- †Restrepophyllum (1 espécie do Cretáceo Inferior da Argentina)
- †Skyttegaardia (2 espécies do Cretáceo Inferior da Dinamarca, Cretáceo Superior dos Estados Unidos)[4]

### Lista de espécies brasileiras

Distribuição Zamiaceae no Brasil.

No Brasil, apenas o género Zamia ocorre naturalmente, com 6 espécies nativas dos biomas Amazônia e Cerrado:
- Zamia amazonum D.W.Stev.
- Zamia boliviana (Brongn.) A.DC.
- Zamia cupatiensis Ducke
- Zamia lecointei Ducke
- Zamia obidensis  Ducke
- Zamia poeppigiana Mart. & Eichler
- Zamia ulei Dammer

### A antiga família Stangeriaceae
A família Stangeriaceae, que tinha como género tipo Stangeria e espécie tipo Stangeria eriopus, uma planta endémica da região oriental costeira da África do Sul e sul do Moçambique. Pelo seu aspecto parecido com os fetos (samambaias), apesar de ter folhas coriáceas como todas as cicadófitas, foi primeiro classificada naquele grupo. Só mais tarde, quando se encontraram plantas em frutificação, com cones semelhantes aos dos pinheiros, se reposicionou como família no grupo das cicadófitas na classe das gimnospérmicas, mas a classificação moderna, considera-as como uma divisão separada das espermatófitas.
A Stangeria eriopus tem na África do Sul os nomes vulgares de "fingo" e "hottentot's head" ("cabeça-de-hotentote"), provavelmente devido ao seu caule subterrâneo com a forma dum  tubérculo. Não é considerada ameaçada, apesar de se encontrar sob considerável pressão por parte de herbalistas tradicionais. Foi colocada em 1997 na "Red List of Threatened Plants" da IUCN, categoria R.
A investigação filogenética revelou que a família é parafilética estando embutida em Zamiaceae. Assim, deixou de ser reconhecida, passando a ser parte desta última família.

## Galeria

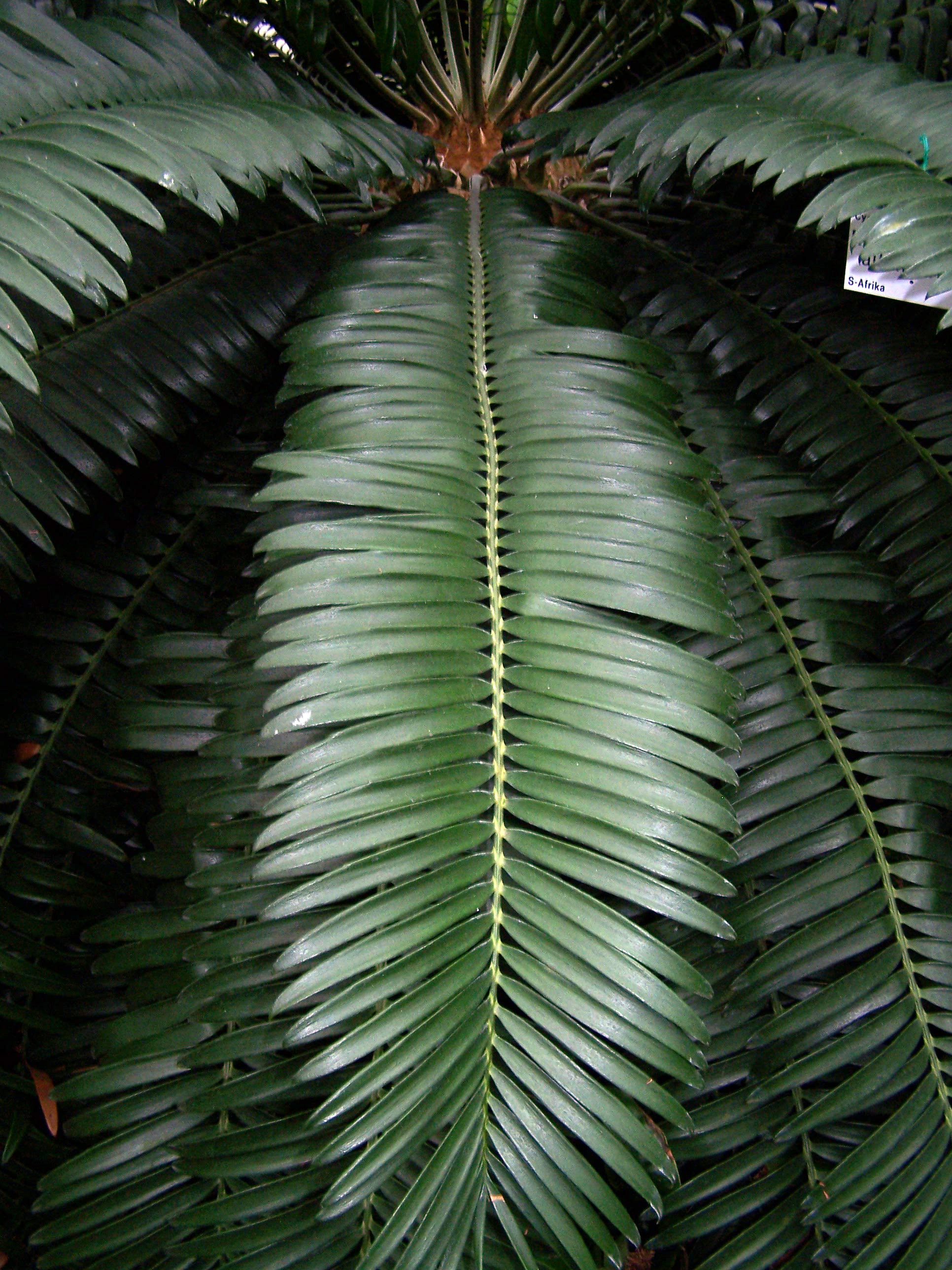
Folha composta de Encephalartos altensteinii
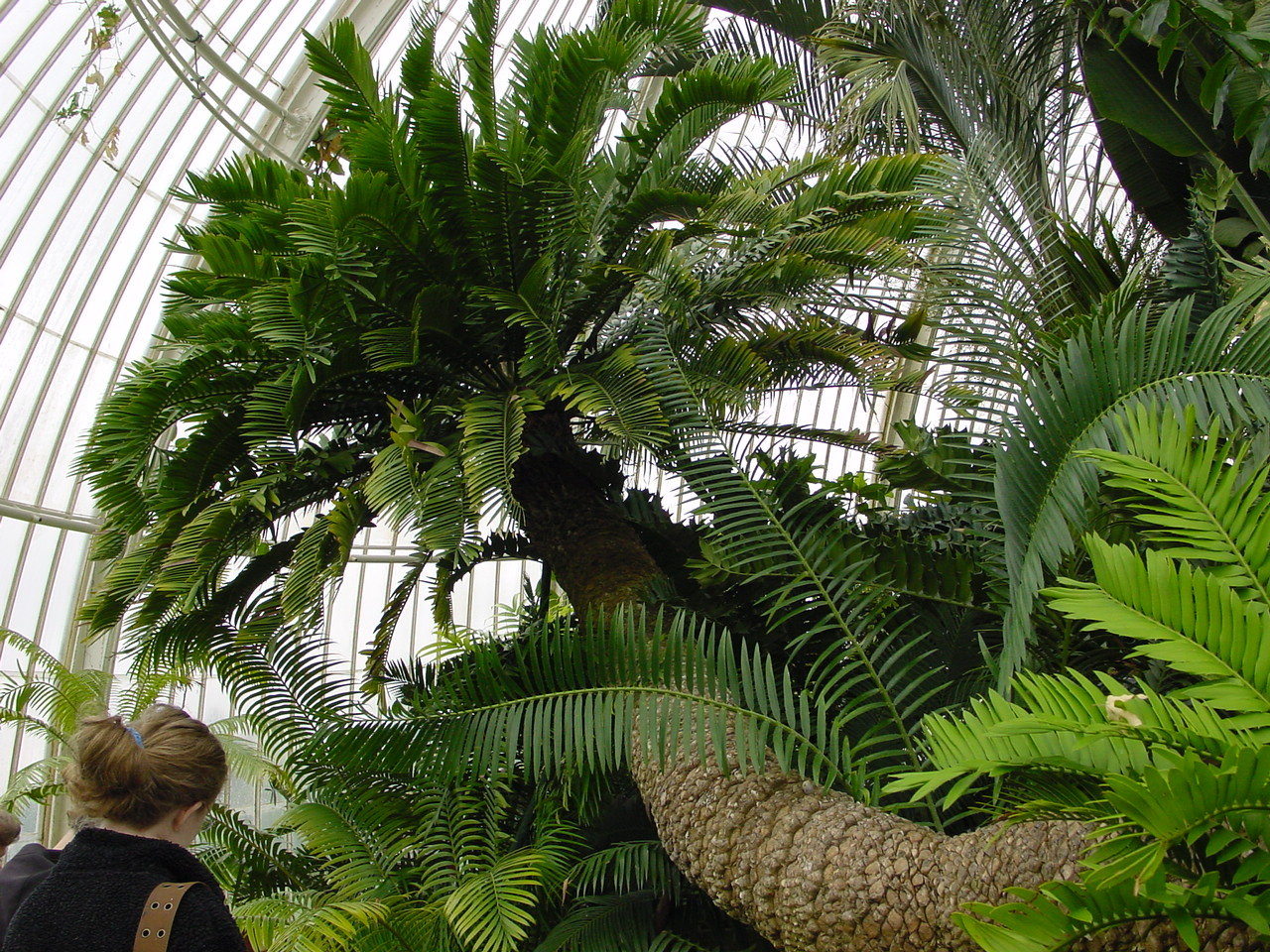
Encephalartos altensteinii
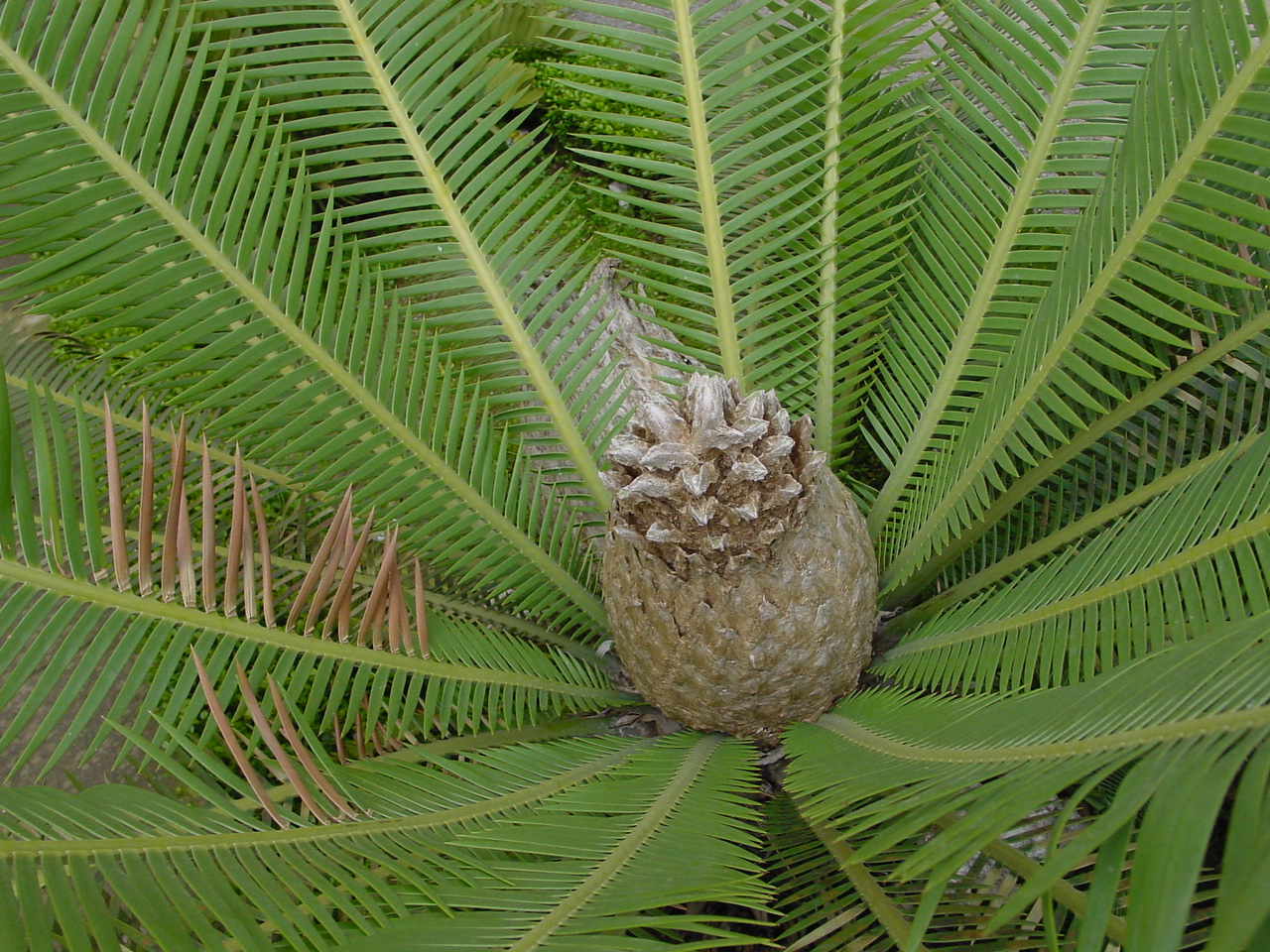
Dioon edule
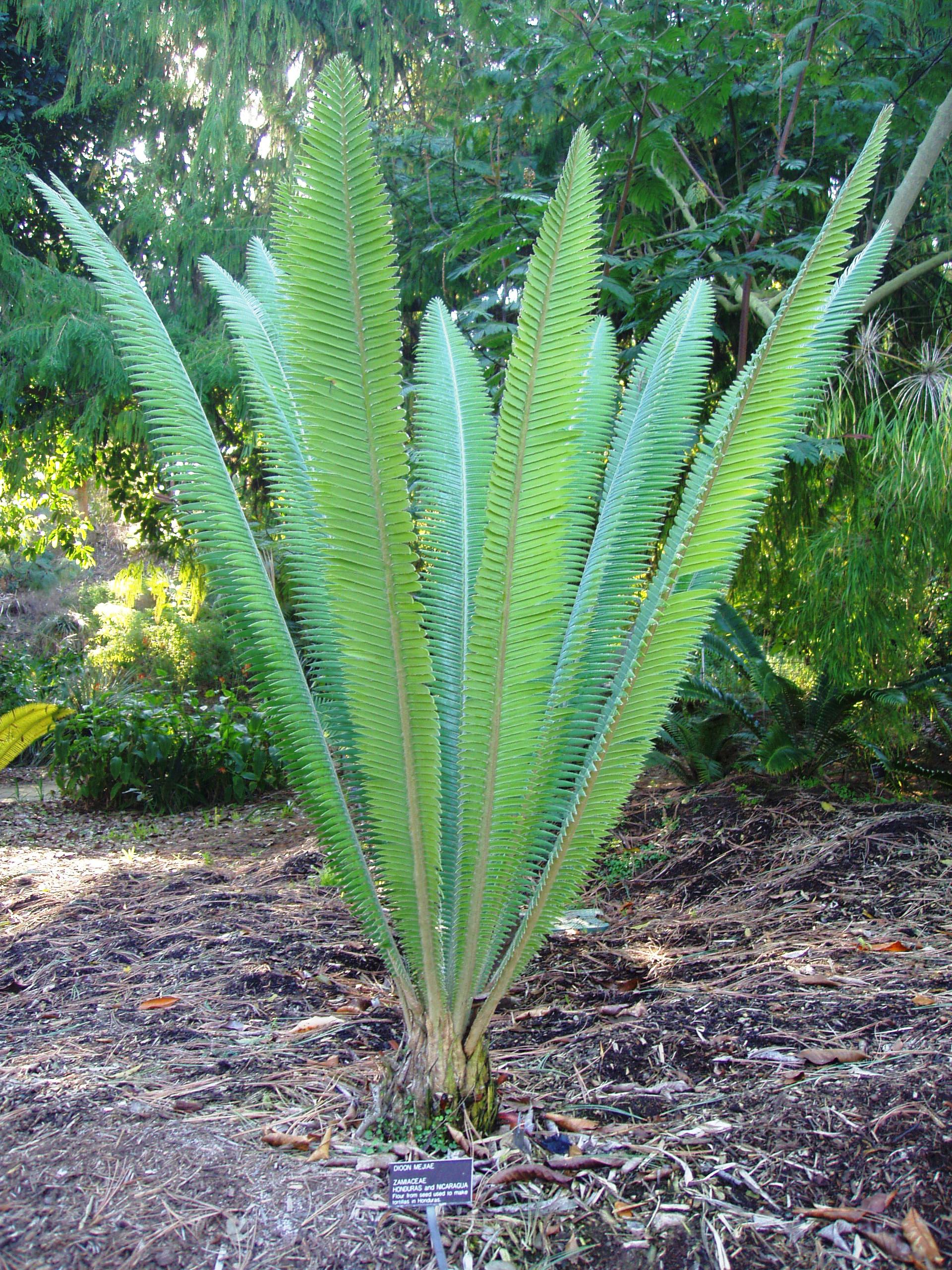
Dioon mejiae
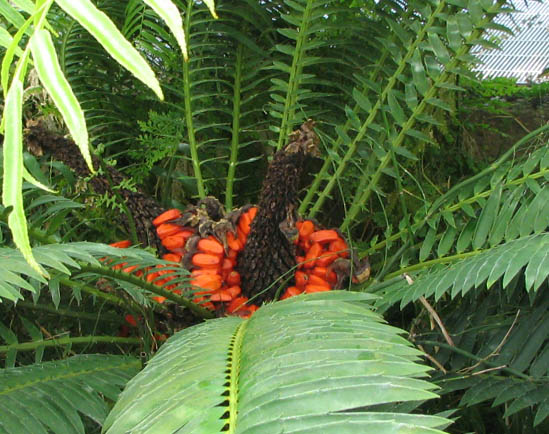
Encephalartos lebomboensis
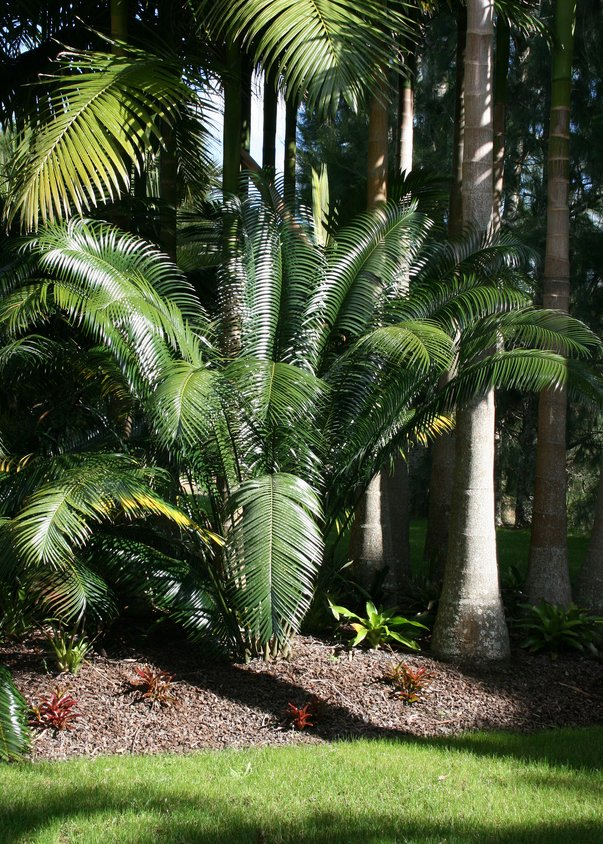
Lepidozamia peroffskyana
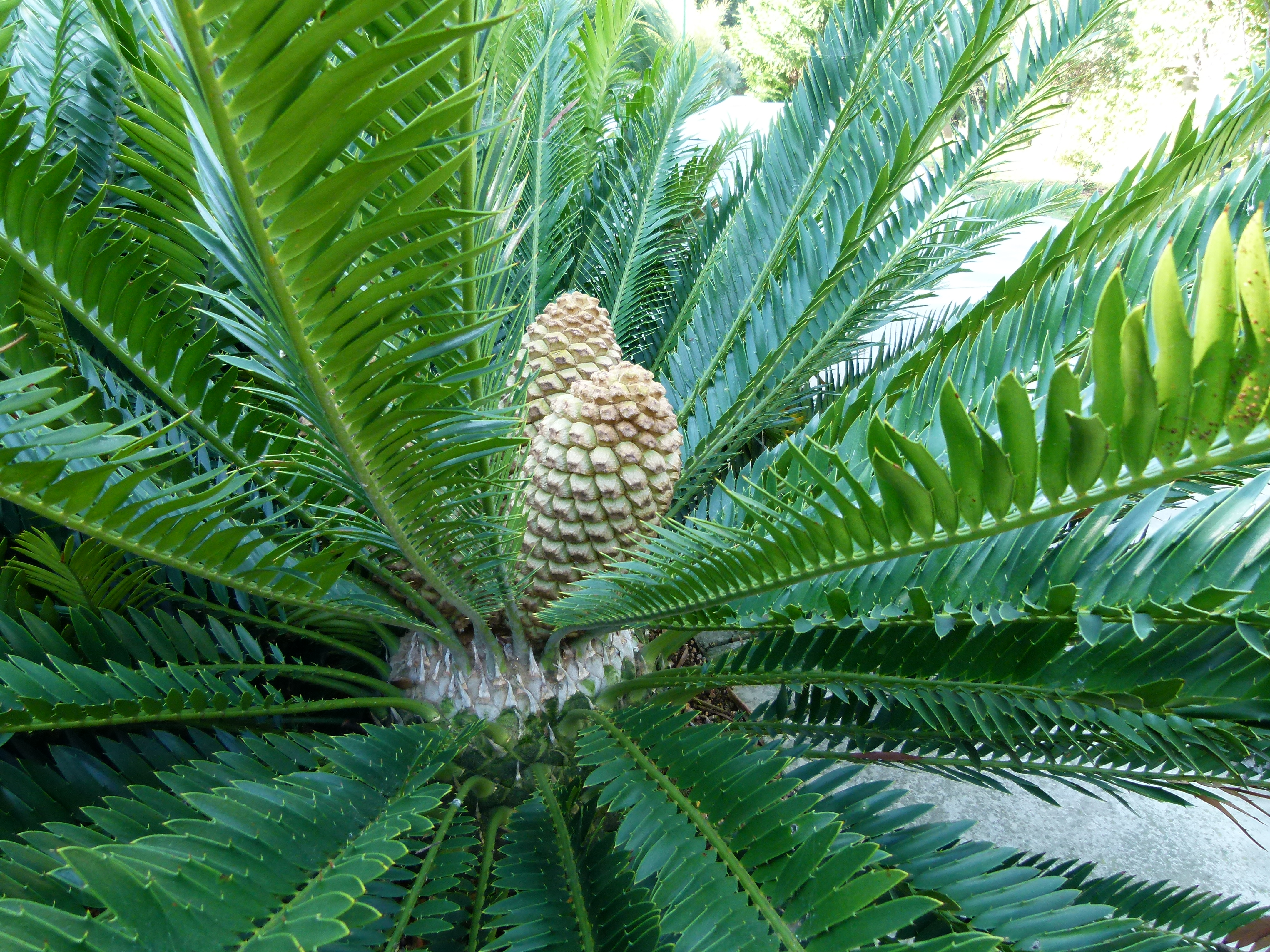
Macrozamia moorei
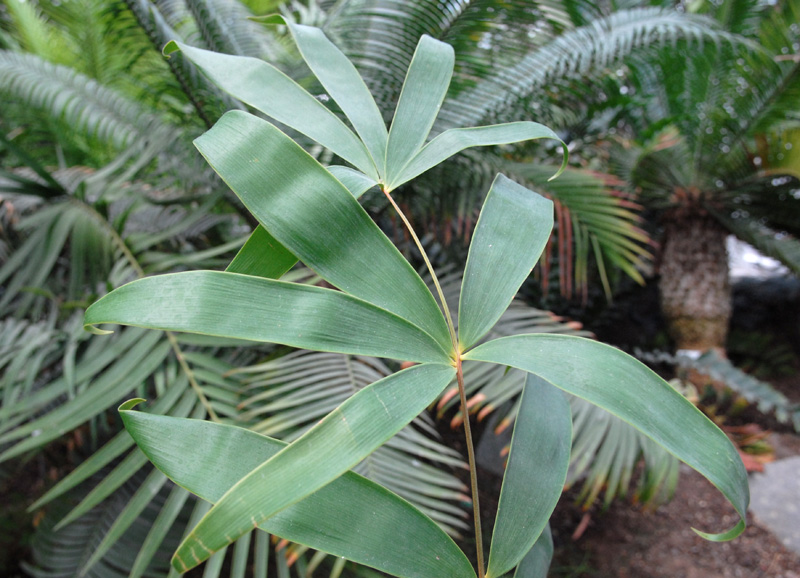
Ceratozamia hildae
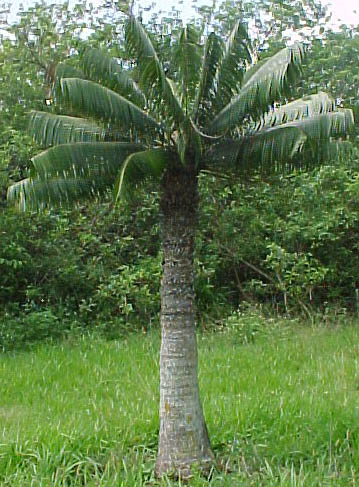
Microcycas calocoma
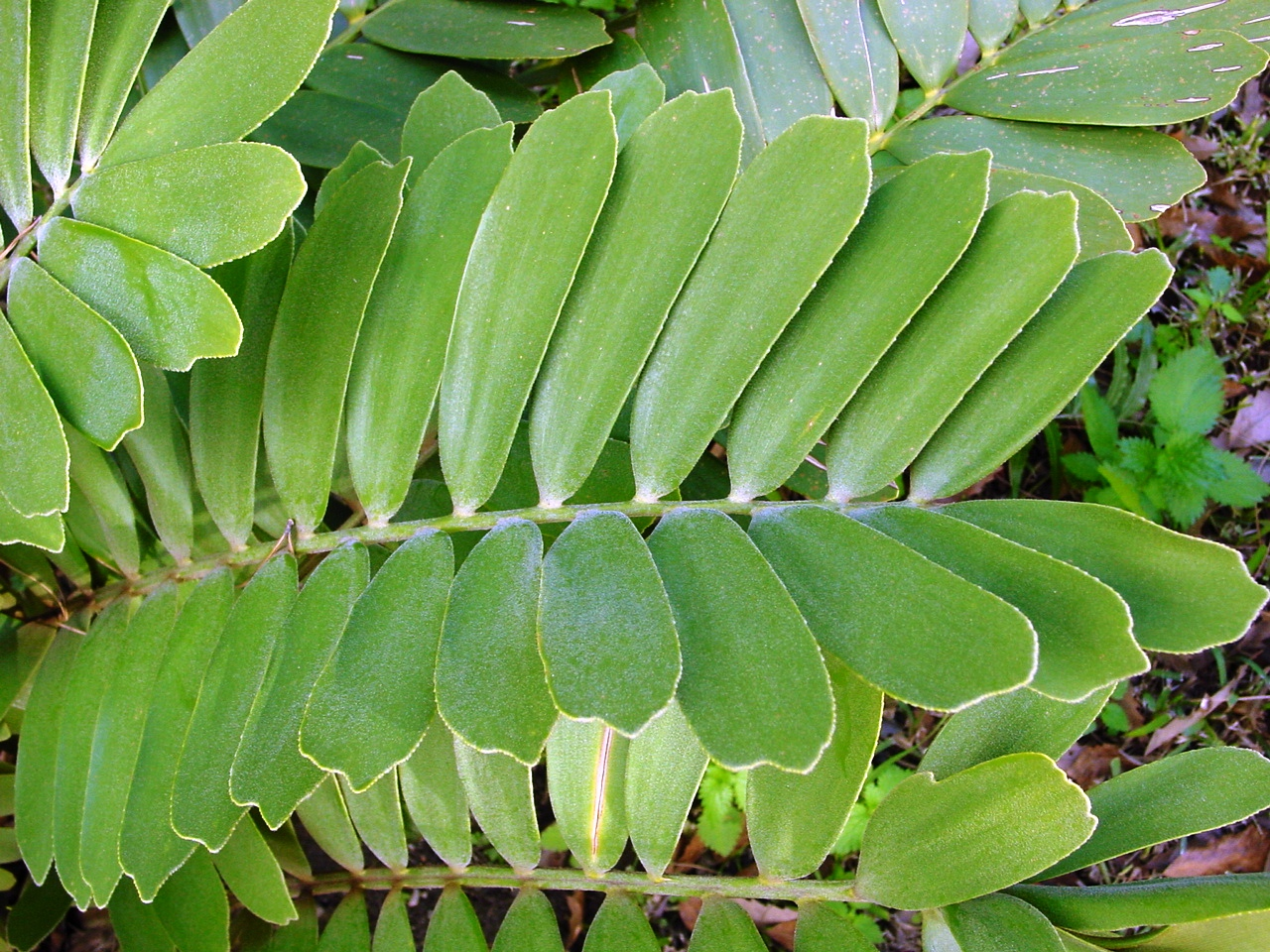
Zamia furfuracea
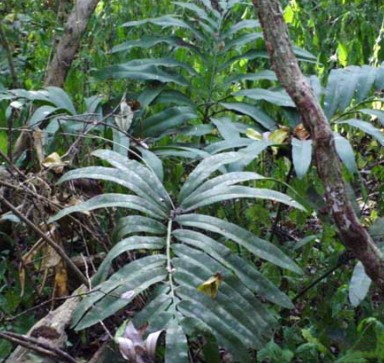
Stangeria eriopus